# Motivazione (diritto)
La motivazione, nel diritto italiano, è l'enunciazione dei motivi in fatto e in diritto che precedono l'emanazione di un atto giuridico con l'esposizione chiara delle norme di legge e dei princìpi di diritto.
La necessità della motivazione è prevista nei casi di atti amministrativi e in casi di atti giuridici come garanzia ad una responsabilità dei poteri pubblici.

## I principi costituzionali
Ogni esercizio del potere pubblico deve essere sostenuto da una motivazione; l'art. 3 della legge n. 241/1990 (legge generale sul procedimento amministrativo) ha poi imposto alle pubbliche amministrazioni l'obbligo di dare conto delle rispettive scelte, evidenziando i presupposti di fatto e le ragioni giuridiche sottesi ad ogni risoluzione adottata.
Secondo il testo della Costituzione italiana ciò è richiesto ancor più espressamente per gli atti della giurisdizione; affinché la sentenza, l'ordinanza e il decreto siano validi, occorre l'osservanza dell'obbligo di motivazione. Se il provvedimento tace su questioni di fatto, ciò integra una violazione di legge solo ove essa si traduca in una motivazione completamente assente o puramente apparente, vale a dire non ricostruibile logicamente ovvero priva di riferibilità ai fatti di causa.
Nel processo penale ciò rende possibile il riesame della misura cautelare, in sede separata rispetto al merito. Anche l'accertamento di responsabilità penale, se pecca di omissioni, insufficienze o contraddittorietà della motivazione, può giustificare il ricorso alla cassazione contro la sentenza.
Per quanto riguarda il codice di procedura civile, con la motivazione devono essere presentate in maniera concisa e chiara tutte le questioni riguardanti la causa.

## La motivazione negli atti politici
La motivazione è obbligatoria anche in alcuni atti politici o costituzionali, come il rinvio di un decreto legge al Parlamento o lo scioglimento di un consiglio regionale. La motivazione è prevista anche nelle mozioni di sfiducia al governo ed in altri atti compresi nel potere legislativo, ma per l'attività legislativa in sé stessa non è previsto alcun obbligo.